# Lechecillas

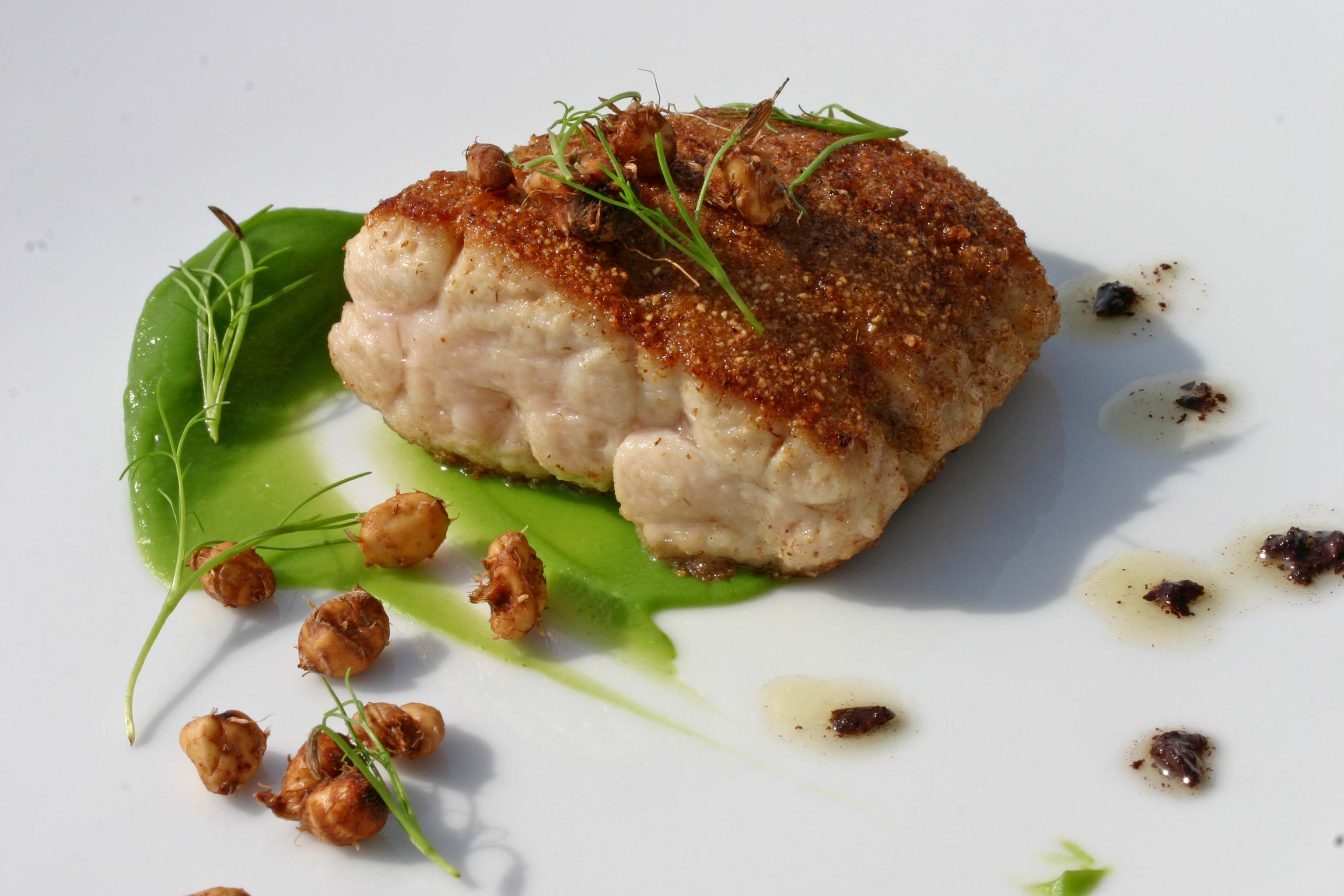
Lechecillas.

Lechecillas es el término gastronómico para el timo y el páncreas, especialmente de ternera y cordero, si bien también se consumen los de buey y cerdo. A veces, se llama a esta asadura blanca «mollejas», término que también alude a una parte del intestino de ciertos vertebrados.
Una forma típica de preparar las lechecillas es remojarlas en salmuera, escalfarlas en leche y retirarles después la membrana exterior. Una vez secas y enfriadas, a menudo se empanan y fríen. También se usan para rellenos y patés. En muchas cocinas latinoamericanas se hacen a la parrilla, como es el caso del asado argentino, y también figuran en la cocina turca (uykuluk).